# Крмель
Крмель (словен. Krmelj) — поселение в муниципалитете города Севница в центральной Словении. Расположен в долине ручья Хинье, левого притока реки Мирна. Этот район является частью исторической области Нижняя Крайна и включён в Нижнепосавский статистический регион. На историю и развитие Крмеля значительное влияние оказала добыча бурого угля.

## Железная дорога
Крмель был связан железной дорогой с Требнье в 1908 году и с Севницей в 1938 году. Сохранилось здание бывшего железнодорожного вокзала в Крмеле, теперь оно используется в качестве местной пожарной станции. Его начали использовать после окончания строительства рельсов к Севнице, изначально его поименовали Шентьянж в честь поселка Шентьянж[стиль]. После Второй мировой войны Крмель вырос больше, чем Шентьянж, и железнодорожная станция была переименована в Крмель[стиль]. С 1996 года пожарная станция закрыта.

## Водоемы
В южной части посёлка находятся два пруда, оставшиеся от добычи угля в этом районе.

## Галерея

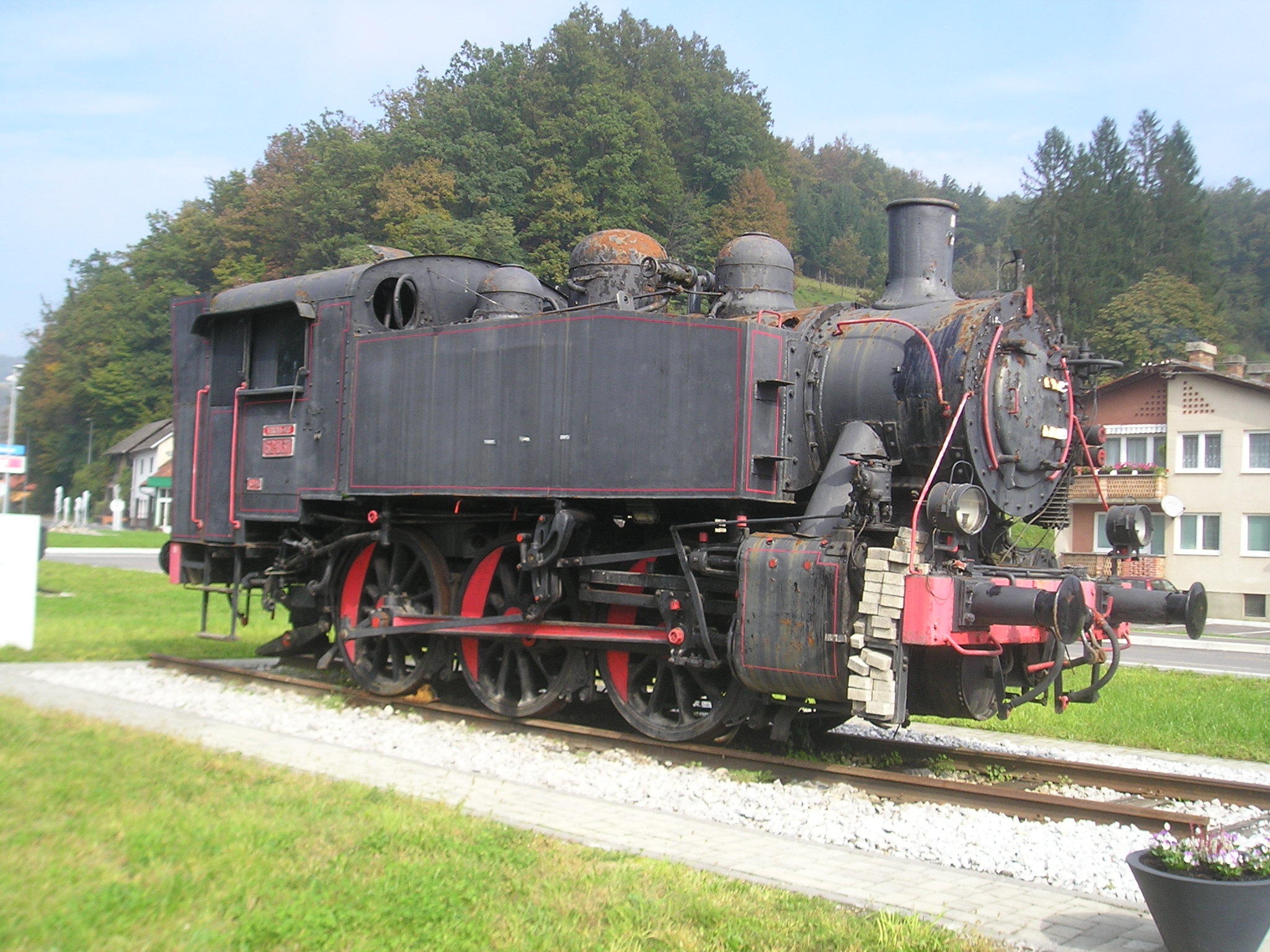
Паровоз-памятник в Крмеле